# Jose Pablo Cantillo
Jose Pablo Cantillo, né le 30 mars 1979 à Marshfield, dans l'état du Wisconsin, est un acteur américain d'origine costaricienne. 

## Biographie
Jose Pablo Cantillo est né le 30 mars 1979 à Marshfield, Wisconsin. Ses parents sont Roberto Cantillo et Rita Bolaños. Il a grandi à Terre Haute dans l'Indiana.
Il est sorti major de sa promotion en marketing et finance en 2003 et il a pratiqué l'art martial Jeet Kune Do.
Il a étudié à l'Atlantic Theater Company Acting School à New York.

### Vie privée
Il est marié à Kristi Cantillo.

## Filmographie

### Cinéma

#### Longs métrages
- 2004 : Un crime dans la tête (The Manchurian Candidate) de Jonathan Demme : Villalobos
- 2006 : Bondage d'Eric Allen Bell : Spider
- 2007 : After Sex d'Eric Amadio : Marco
- 2007 : Hyper Tension (Crank) de Mark Neveldine et Brian Taylor : Verona
- 2007 : Paranoïak (Disturbia) de D. J. Caruso : Officier Guttierez
- 2008 : Cleaner de Renny Harlin : Miguel
- 2008 : Redbelt de David Mamet : Snowflake
- 2009 : Streets of Blood de Charles Winkler : Inspecteur Pepe Vasquez
- 2009 : Hyper Tension 2 (Crank : High Voltage) de Mark Neveldine et Brian Taylor : Ricky Verona
- 2013 : Elysium de Neill Blomkamp : Sandro
- 2015 : Tales of Halloween : Dutch
- 2015 : Man Down Dito Montiel : Sous-Lieutenant Taylor
- 2015 : Prémonitions (Solace) d'Afonso Poyart : Sawyer
- 2015 : Chappie de Neill Blomkamp : Yankie
- 2018 : El Chicano de Ben Hernandez Bray : David Martinez
- 2019 : A. I. Tales de Kristen Hilkert, Nelson Lee, Amir Reichart et Vitaly Verlov : Tim
- 2021 : Cherry d'Anthony et Joe Russo : Sergent Deco
- 2021 : Copshop de Joe Carnahan : Officier Peña
- 2022 : Ambulance de Michael Bay : Jesus

#### Courts métrages
- 2011 : No Rest for the Wicked: A Basil & Moebius Adventure de Ryan Schifrin : Chef de la sécurité
- 2012 : American Citizen de Fernandel Almonor : Frank Ruiz jeune
- 2012 : Girl in Tank de Jessica Rae
- 2016 : Seed de Nelson Lee : Tim
- 2017 : Zygote de Neill Blomkamp : Quinn

### Télévision

#### Séries télévisées
- 2003 : New York, unité spéciale (Law and Order : Special Victims Unit) : Wilberto "Willie" Angel (saison 4, épisode 13)
- 2003 : New York, section criminelle (Law and Order : Criminal Intent) : Jack Martinez (saison 2, épisode 11)
- 2004 : NIH : Alertes médicales (Medical Investigation) : Rick Hain
- 2004 : Urgences (ER) : Juan Enriquez
- 2004 : Les Experts : Miami (CSI : Miami): Juan Fernandez
- 2004 : Preuve à l'appui (Crossing Jordan) : Danny Artega
- 2005 : Bones : Jose Vargas
- 2005 : Nip/Tuck : Marlon Ramirez
- 2006 - 2007 : Standoff : Les Négociateurs (Standoff) : Duff Gonzalez
- 2007 : Les Experts (CSI : Crime Scene Investigation) : Officier Galvez
- 2007 : Monk : Carlos
- 2007 : The Unit : Commando d'élite (The Unit) : Rock
- 2007 : Eyes : Fransisco Lopez
- 2008 : The Shield : Amando Rios
- 2009 : The Closer : L.A. enquêtes prioritaires (The Closer) : Enrique Santos
- 2009 : Lie to Me : Amadeo Valadez
- 2010 : Sons of Anarchy : Hector Salazar
- 2010 : Bailey et Stark (The Good Guys) : Santora
- 2010 : Terriers : Felipe Prado
- 2010 : Lone Star : Matt
- 2010 : Dark Blue : Unité infiltrée (Dark Blue) : Raphael Garza
- 2010 : Hawthorne : Infirmière en chef (Hawthorne) : Manny Rodriguez
- 2011 : Los Angeles, police judiciaire (Law and Order : Los Angeles) : Cesar Vargas (saison 1, épisode 9)
- 2012 : The Finder : Luis Obispo
- 2012 : The River : Manny Centeno
- 2012 - 2013 : The Walking Dead : Caesar Martinez
- 2013 : Twisted Tales (en) : Ricardo
- 2013 : Mentalist (The Mentalist) : Angel
- 2014 - 2015 : Constantine : Hugo Lopez
- 2016 : Damien : Alex
- 2017 : Taken : Bernie Harris
- 2017 : Shooter : Justin Singer
- 2018 : The Last Ship : Octavio
- 2019 : S.W.A.T. : Ricardo
- 2019 : The Rookie : Le Flic de Los Angeles (The Rookie) : Franco DeSantis
- 2021 : Magnum (Magnum P.I.) : Mitch Desanto
- 2021 : Coyote : Javi Lopez
- 2021 - 2022 : Mayor of Kingstown : Carlos / Carlos Jimenez

#### Téléfilms
- 2009 : Virtuality : Le Voyage du Phaeton (Virtuality) de Peter Berg : Manny Rodriguez
- 2012 : Liaisons interdites (TalhotBlond) de Courteney Cox : Wilkes
- 2018 : No Apologies de Sanaa Hamri :

## Voix françaises
- Jonathan Amram dans :
  - Standoff : Les Négociateurs
  - The Unit : commando d'Élite
  - The Closer
  - Lie To Me
  - Hawthorne : Infirmière en Chef
  - Dark Blue : Unité infiltrée
  - Sons of Anarchy
  - The Finder
  - The Walking Dead
  - Mentalist

- Nessym Guetat dans :
  - Hyper Tension
  - Cherry

- Benjamin Penamaria dans :
  - Chappie
  - Prémonitions

et aussi
- Sébastien Desjours dans Urgences (série télévisée)
- Stéphane Pouplard dans Nip/Tuck (série télévisée)
- Ludovic Baugin dans Bones (série télévisée)
- Cédric Dumond dans Paranoïak
- Fabien Jacquelin dans Los Angeles Police Judiciaire (série télévisée)
- Diouc Koma dans Elysium
- Éric Aubrahn dans Taken (série télévisée)